# سیدورف، اوری
سیدورف (به لاتین: Seedorf) یک بخش در سوئیس است که در کانتون اوری واقع شده و جمعیت آن ۱٬۷۹۴ نفر است.